# منتخب روسيا البيضاء تحت 19 سنة لكرة القدم
منتخب روسيا البيضاء تحت 19 سنة لكرة القدم (بالروسية: Сборная Белоруссии по футболу)‏ هو ممثل روسيا البيضاء الرسمي في المنافسات الدولية في كرة القدم في فئة كرة قدم للرجال تحت 19 سنة، يديريه اتحاد روسيا البيضاء لكرة القدم.